# Juliette Armanet
Juliette Armanet, nata Juliette Anne Solange Armanet (Lilla, 4 marzo 1984), è una cantautrice francese.

## Biografia
Cresciuta a Villeneuve-d'Ascq, si è dedicata allo studio di lettere e teatro, prima di lavorare come giornalista per Arte e France Culture per un periodo di sei anni. Ha successivamente focalizzato il proprio interesse sulla musica, arrivando a pubblicare il primo EP Cavalier seule nel 2016.
L'album in studio di debutto, intitolato Petite amie e uscito l'anno dopo, è stato premiato ai Victoires de la musique ed è stato certificato disco di platino dalla Syndicat national de l'édition phonographique con oltre 100 000 unità, trascorrendo due anni nella Top Albums francese e nella classifica vallone. Il disco è stato anche promosso da una tournée nazionale e contiene due singoli certificati oro e uno di platino dalla SNEP.
Al progetto ha fatto seguito Brûler le feu, il suo primo LP in top ten in Francia (dove è doppio platino), che è stato pubblicato nel novembre 2021 e il cui successo si è tramutato in tre nomination agli annuali Victoires de la musique. Per la promozione dell'album la cantante ha imbarcato un tour incominciato nel febbraio 2022. L'estratto Le dernier jour du disco, diamante, è anche la prima hit dell'interprete a superare la soglia dei 30 milioni di stream equivalenti in patria.

## Discografia

### Album in studio
- 2017 – Petite amie
- 2021 – Brûler le feu

### EP
- 2016 – Cavalier seule

### Singoli
- 2014 – L'amour en solitaire
- 2018 – À la folie
- 2018 – Cool Cat
- 2018 – L'indien
- 2020 – Idéal (con i Moodoïd)
- 2021 – Le dernier jour du disco
- 2021 – L'épine
- 2022 – Les moulins de mon cœur

## Filmografia
- Rosalie, regia di Stéphanie Di Giusto (2023)